# Пашт-Хан, Алим
Алим Пашт-Хан (Алим Германович Паштов; род. 13 июля 1972, г.Нальчик, СССР) — российский художник, график, скульптор. Народный художник Кабардино-Балкарии (2015). Живёт и работает в Германии и России.

## Биография
Родился в Нальчике 13 июля 1972 года в семье художника Германа Паштова.
В 1989 году поступил в Красноярский государственный художественный институт на станковую графику к профессору Виталию Натановичу Петрову-Камчатскому, который окончил экстерном с отличием в 1994 году.
В 1994 году приглашён в институт вести мастерскую литографии; в этом же году поступил в творческие мастерские графики Российской академии художеств в Красноярске, под руководством академика Николая Львовича Воронкова.
В 1995 году получил стипендию от Германской службы академических обменов, что позволило ему продолжить художественное образование в Академия художеств (Галле) Галле (Заале), Германия.
С 1996 проходил аспирантуру в Академии художеств Burg Giebichenstein по графике, в 1999—2002 — по скульптуре (у профессора Бернд Гёбел), в 2004—2006 — по медиа-искусству (у профессора Утэ Хёрнер).
С 2006 года начал создавать работы в фарфоре.
В 2010 году на интернациональном симпозиуме по фарфору «Kahla-Kreаtiv» в Германии, где были приглашены 12 лучших художников по фарфору со всего мира, Алим Пашт-Хан представлял Россию.
В 2011 году на всемирной международный биеннале в Кёнгидо GICB 2011, удостоен серебряной награды.
В 2015 году завершил работу «АРУРА» (самой большой фарфоровой вазы в мире) в замке Музея по фарфору Лойхтенбург, Тюрингия, Германия.
С 2018 года приглашён ведущим специалистом в "Творческую мастерскую Германа Паштова" , Кабардино-Балкарского государственного университета им. Х. М. БЕРБЕКОВА.

## Выставки
- 2019 — PorzellanObjekte, Hallescher Kunstverein e.V., Stadtarchiv Halle, Галле, Германия (Персональная выставка)
- 2019 — 4th GLOBAL PRINT 2019, всемирная биенале по графике, Музей do Douro, Régua, Португалия

- 2018 — Werkstatttage Reichenbach, галерея Arcanum (Берлин, Германия)
- 2018 — Micro-Monuments II: Underground, галерея IA&A at Hillyer (Вашингтон[4], США)
- 2018 — Totgesagte leben länger: Historische Porzellanfiguren neu interpretiert, Музей изобразительных искусств (Эрфурт, дворец Мольсдорф[5], Германия)
- 2017 — Werkstatttage Reichenbach: ARTenschutz (Райхенбах[6], Тюрингия, Германия)
- 2017 — Gyeonggi International Ceramix Biennale 2017 (Ичхон, Южная Корея)
- 2016 — «Мастер, ученики, школа ксилографии», PAX (Красноярск, Россия)
- 2015 — АРУРА, Музей по фарфору (Leuchtenburg, Германия)
- 2015 — Die (un)Möglichkeit der Erkenntnis, StuArt (Галле, Германия)
- 2015 — «200 художников России и Китая» (Махэ, Китай)
- 2014 — Выставка адыгских художников (Турция)
- 2013 — Персональная выставка, Tong-in Gallery (Сеул, Южная Корея)
- 2012 — «Искусство ксилографии школа Германа Паштова», РАХ галерея З. Церетели (Москва)
- 2011 — «ERFINDEN-5» Международный симпозиум по фарфору Калла Креатив (недоступная ссылка), Porzellanikon
- 2011 — «Русская и зарубежная классика в иллюстрациях Красноярской студии ксилографии Германа Паштова» в КГПУ им. В. П. Астафьева (Красноярск)
- 2011 — Gyeonggi International Ceramix Biennale 2011 (Ичхон, Южная Корея)
- 2011 — «Серенада самшитовой долины» (Герман Паштов — мастер, ученики, школа,) выставочные залы РАХ (Красноярск)
- 2010 — «Сибирская ксилография, студия Германа Паштова», Союз художников (Москва)
- 2010 — «Я родом из детства», Союз художников (Санкт-Петербург)
- 2010 — «Учитель и ученики», РАХ (Красноярск)
- 2010 — «Kahla-Kreativ», Музей Грасси (Лейпциг, Германия)
- 2008 — персональная выставка в галереи § 228StGB (Галле, Германия)
- 2008 — «48 Karat» Фонд по искусству Саксонии-Ангельтины (Галле, Германия)
- 2008 — «CYNETart-08», 12 международная выставка по медиа art Hellerau (Дрезден, Германия)
- 2007 — Герман Паштов, Алим Пашт-Хан, персональная выставка с отцом, выставочные залы Российской академии художеств (Москва)
- 2007 — 10 лет спустя, выставочный зал в Союзе художников (Красноярск)
- 2007 — «Тысяча и одна ксилографии» (Харбин, Китай)
- 2006 — Герман Паштов, Алим Пашт-Хан, персональная выставка с отцом, Музей изобразительного искусства (Нальчик)
- 2006 — Мутаре, персональная выставка Triebwerk, MMZ (Галле, Германия)
- 2006 — «Двести черно-белых ксилографий Красноярской студии ксилографии Германа Паштова» (Пекин, Китай)
- 2006 — 1200 Jahre Halle, Landesvertretung Sachsen-Anhalt (Брюссель, Бельгия)
- 2005 — «Взаимоотношения» Фридеман Бах дом (Галле, Германия)
- 2004 — 5 картин старости, персональная выставка, музей Франке (Галле, Германия)
- 2003 — персональная выставка в Союзе художников (Магдебург, Германия)
- 2003 — «Vorbild-Nachbild», Фонд Кранаха (Виттенберг, Германия)
- 2003 — «Разные поколения», Фонд Франке (Галле, Германия)
- 2002 — «Препарация», персональная выставка в галерее Вилла Кобе (Галле, Германия)
- 2002 — «Graffinova», Ostrobothnian Музей (Финляндия)
- 2001 — «What about Hegel. Are you?», галерея Brigitta March (Штутгарт, Германия)
- 2001 — «Facetten zeitgenössischer Kunst», галерея VALENTIN (Штутгарт, Германия)
- 2001 — «Mediallia», галерея «Rack und Hamper» (Нью Йорк, США)
- 2001 — «Движение», персональная выставка в «Art discovery» (Магдебург, Германия)
- 2000 — «1995-2000», персональная выставка, Фонд культуры (Нальчик)
- 2000 — «Рисунки», персональная выставка в галерее Якоб (Галле, Германия)
- 2000 — «1- выставка сибирской ксилографии» (Красноярск)
- 2000 — «Изменение», галерея «Volkspark» (Галле, Германия)
- 1999 — «Литографии», персональная выставка в галерее Kunstlerhaus 188 (Галле, Германия)
- 1999 — «The BAMS Student Medal Project», Британская королевская ассоциация медали (Англия)
- 1998 — «Фоглиано», персональная выставка, Музей изобразительных искусств (Железногорск)
- 1998 — «Корпус», галерея «Talstrasse» (Галле, Германия)
- 1995 — «Скульптура, живопись, графика», Фонд Франке (Галле, Германия)
- 1995 — «Графика России», Музей панорама Мездаг (Гаага, Голландия)
- 1991 — «Графика-Юг» (Ростов-на-Дону)

## Награды
- Народный художник Кабардино-Балкарии (24 марта 2015) — за достигнутые успехи и многолетний добросовестный труд
- Золотая медаль Российской академии художеств (2014)
- Лауреат международной выставки-конкурса Творческого союза дизайнеров (2013, ЦДХ, Москва, номинация «графика»)
- Благодарность Российской академии художеств (2012, Выставка «Искусство ксилографии» в галерее З. Церетели, Москва; 2010, выставка в Париже)
- Благодарственное письмо. (2012, Музей-заповедник М. Ю. Лермонтова, Пятигорск, Россия)
- Серебряный приз Всемирной выставки-конкурса по керамике «Кёнгидо Международный биеннале по керамике 2011» (Южная Корея)
- Участник международного симпозиума по керамике «10 дней» (2011, Ичхон, Южная Корея)
- Грант фонда по искусству Саксонии-Ангальтинии (2010, Германия; 2005, Германия)
- Участник международного симпозиума по фарфору Калла креатив (2010, Калла, Германия)
- Приз жюри на 12 международной выставке-конкурса по медиа арт CYNET-ART 08 (2008, Дрезден, Германия)
- Диплом Российской академии художеств (2003)
- Премия ДААД лучшему иностранному студенту (2000, Германия)
- Участник международного художественного симпозиума «М,OST» (1999, Намбург, Германия)
- Премия за «Мастерство» на Биеннале по графике (1998, Уфа, Россия)
- Серебряная медаль Российской академии художеств (1998)
- Грант фонда Генриха Бёль (1997—2000, Германия)
- Лауреат конкурса «Теттерода-График-97» (1997, Голландия)
- Грант ДААД (1995—1997, Германия)

## Работы Алима Пашт-Хан приобретены и хранятся
- Государственная Штутгартская картинная галерея, Германия
- Музей Остроботиан, Финляндия
- Музей Саксонии — Ангальт, Германия
- Музей фарфора в замке Лейхтенбург, Германия
- Замок Нойгатерслебен, Германия
- Российская академия художеств[7]
- Музей г. Цхинвал, Южная Осетия.
- Музей М. Ю. Лермонтова, Пятигорск
- Музей ИЗО Дивногорск
- Музей — Международный фонд творчества Ичхоне. «CeraMix-2011», Южная Корея.
- Музей им. Чэнь Фэнюя, Китай[8]
- Музей по фарфору, Лойхтенбург, Тюрингия, Германия.